# مضاد الصفيحات

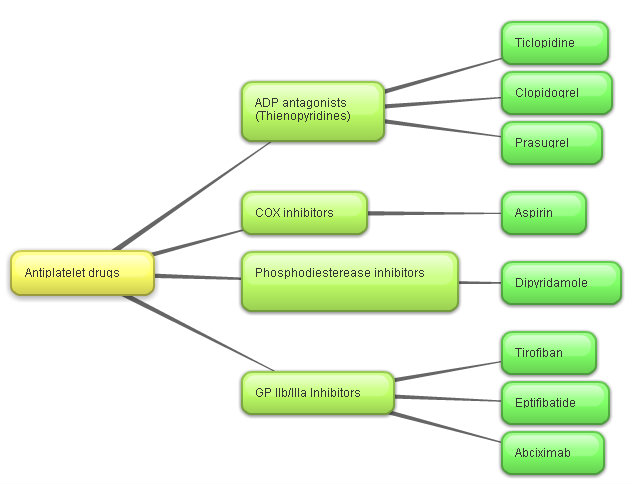

مضاد تكدس الصفائح الدموية أو مضاد الصفيحات (بالإنجليزية: Antiplatelet drug أو antiaggregant)‏ هو دواء يمنع تجمع الصفيحات الدموية ويثبط تكوين الخثرة.
تستعمل هذه الأدوية بكثرة في أمراض جهاز الدوران أو أمراض الأوعية الدموية والقلب.

## الأمثلة والتصنيف
- مثبطات سيكلواوكسيجيناز غير انعكاسية:
  - أسبرين
  - تريفلوزال
- مثبطات مستقبل الأدينوسين ثنائي الفوسفات:
  - كلوبيدوغريل
  - تيكاغريلور
  - براسوغريل
  - تيكلوبيدين
- مثبطات الفوسفودايستراز
  - سيلوستازول
- ضادات مستقبل البروتياز المحفز 1
  - فوراباكسار
- مثبطات غليكوبروتين 2ب/3أ (استعمال وريدي فقط)
  - أبسيكسيماب
  - إبتيفيباتيد
  - تيروفيبان
- مثبطات استرداد الأدينوسين
  - ديبيريدامول
- مثبطات الثرومبوكسان
  - مثبطات سينثاز الثرومبوكسان (أو مثبطات مخلقة الثرومبوكسان)
  - ضادات مستقبل الثرومبوكسان
    - تيروتروبان